# 프로젝트 퀄리디아
프로젝트 퀄리디아(일본어: プロジェクト・クオリディア, 영어: Project QUALIDEA)는 Speakeasy에 의한 일본의 미디어믹스 프로젝트이다. 라이트 노벨 외에도, TV 애니메이션화, 코미컬라이즈가 발표되었다.

## 개요
동년대의 작가 3명에 맞춰 레이블을 확장한 공통세계관인 셰어드 월드의 작품군의 통칭이다. 출판 시에 저자는 이 셰어드 월드의 유닛으로 저자 이름 뒤에 "Speakeasy"를 붙이고 있다.
수수께끼의 인류의 적, 언노운에게 습격받게 된 세계의 이야기.
《쓰레기와 금화의 퀄리디아》는 2015년 1월부터 시동된 첫 프로젝트 퀄리디아의 작품으로, 사가라 소우, 와타리 와타루가 공동 집필, 선인장이 그림을 맡아 간행되었다. 작중 세계의 사실 상 제 0장에 해당하는 이야기. 언노운 습격 직전의 일본이 무대이다.
《언젠가 세계를 구하기 위해서 -퀄리디아 코드-》는 2015년 7월부터 타치바나 코우시가 집필, 하이무라 키요타카가 그림을 맡아 간행되었다. "쓰레기와 금화의 퀄리디아"부터 29년 후의 언노운 습격 후에 구축된 3개의 방위도시 중 하나인 카나가와가 무대이다.
《그런 세계는 부숴버려 -퀄리디아 코드-》는 2015년 10월부터 사가라 소우가 집필, 칸토쿠가 그림을 맡아 간행되었다. "쓰레기와 금화의 퀄리디아"부터 29년 후의 언노운 습격 후에 구축된 3개의 방위도시 중 하나인 도쿄가 무대이다.
《아무래도 좋아 세계 따위》는 와타리 와타루가 집필, saitom이 일러스트를 담당하고 2016년 7월 20일에 발매될 예정이다. 무대는 치바.

## 등장 인물

### 쓰레기와 금화의 퀄리디아
쿠사오카 하루마 (久佐丘晴磨)
"쓰레기와 금화의 퀄리디아"의 주인공. 소동 끝에 유우와 함께 언노운의 최초의 습격을 목격한다.
치구사 유우 (千種夜羽)
"쓰레기와 금화의 퀄리디아"의 히로인. 고교생의 몸으로 대금업자를 하고 있는 미소녀이나, 타인에게의 공감성이 극도로 부족하다. 자칭 "요하네스".
치구사 미사 (千種美沙)
유우의 여동생.
쿠사오카 아마네 (久佐丘雨音)
하루마의 누나이며 교사.
쿠리우 키리카 (栗宇桐華)
아마네의 동료.

### 언젠가 세계를 구하기 위해서 -퀄리디아 코드- (카나가와)
린도 호타루 (凛堂ほたる) / 시노미야 아키라 (紫之宮晶)
목소리 - 후쿠하라 아야카
"언젠가 세계를 구하기 위해서"의 주인공.
텐카와 마이히메 (天河舞姫)
목소리 - 유키 아오이
"언젠가 세계를 구하기 위해서"의 히로인.
"쓰레기와 금화의 퀄리디아"의 작중에서 '중대한 발표'를 하기 직전에 사망한 국무총리의 이름이 그녀와 같아 텐카와라는 성을 가지고 있으나, 관련성은 불명.
이토 마리카 (依藤 真里香) / 린도 호타루 (凛堂ほたる)
아키라의 동료인 소녀.
"쓰레기와 금화의 퀄리디아"의 작중에서 사망한 텐카와 총리의 대리를 맡아, 곹 내각총사퇴를 한 관방장관의 이름이 그녀와 같아 린도라는 성을 가지고 있으나, 관련성은 불명.

### 그런 세계는 부숴버려 -퀄리디아 코드- (도쿄)
스자쿠 이치야 (朱雀壱弥)
목소리 - 사이토 소우마
"그런 세계는 부숴버려"의 주인공.
우타라 카나리아 (宇多良カナリア)
목소리 - 이시카와 유이
"그런 세계는 부숴버려"의 히로인.

### 아무래도 좋아 세계 따위 -퀄리디아 코드- (치바)
치구사 카스미 (千種霞)
목소리 - 우치다 유우마
치바의 차석. "쓰레기와 금화의 퀄리디아"에 나오는 치구사 자매와 같은 성이지만, 연관성은 불명.
치구사 아스하 (千種明日葉)
목소리 - 안자이 치카
치바의 수석. 카스미의 여동생.

### 애니메이션
아사나기 구토쿠 (朝凪求得)
목소리 - 히라타 히로아키
미나미칸토만안방위기구(南関東湾岸防衛機構)의 지역관리관. 모두의 아버지와 같은 존재.
유우나미 아이리 (夕浪愛離)
목소리 - 노토 마미코
미나미칸토만안방위기구(南関東湾岸防衛機構)의 지역관리관. 모두의 어머니와 같은 존재.
오오쿠니 마히루 (大國真昼)
목소리 - 오하라 사야카
미나미칸도관리국 주임의무관. 지적인 느낌으로, 안경을 쓴 여성.

## 세계관
언노운
《언젠가 세계를 구하기 위해서》, 《그런 세계는 부숴버려》의 29년 전에 나타난 제 1종 재해 지정 이래(異來) 생물. 정체와 목적이 전부 불명한 수수께끼의 적. 21년 전에 인류는 이 「언노운」에게 승리했다는 역사적인 사실이 전해지고 있지만, 그 실태는 '언노운'에게서의 공세가 줄어든 것에 의한 "승리", "종전"이라 정의되는 것에 불과했다. 일본 국내에서만 해도, 추정 3200만명 정도의 사상자가 나왔다. 이 「언노운」 습격에 의해, 인류는 막대한 피해를 입고, 아이들은 콜드 슬립에 오르게 되었다.
〈세계〉
전후(戰後), 콜드 슬립에서 깨어난 아이들이 얻은 특수 능력. 개인마다 「보이고 있는 세계」가 다르기 때문에 각자가 다른 능력을 가지고 있다. 명기(命氣)를 짜내여 신체 능력을 강화한다. 도쿄에서는 개별의 〈세계〉만이 아니라, 비행 능력을 동시에 가진 『듀얼』의 〈세계〉를 가진 자가 있다.
출력병장
〈세계〉를 가진 소년소녀들이 명기(命氣)를 짜낼 수 있는 무장.
방위도시 카나가와
세 개의 방위도시 중 하나. 출력병장 제조 시설을 가지고 있다.
만안 방위도시 도쿄
세 개의 방위도시 중 하나. 중앙 회의장을 가지고 있다. 이곳에서는 전투과에 들어가는 조건이 〈세계〉를 『싱글』로 고유 능력과 비행 능력을 가진 『듀얼』에게 새겨져 있어, 『싱글』로 아무리 우수한 능력을 가지고 있다 해도 전투과에 들어가지 못하게 되는 모순이 있다.
방위도시 치바
세 개의 방위도시 중 하나. 거대 식료 공장을 가지고 있다. 도쿄의 사람에게서 보면 양키가 많다고 한다.

## 간행 목록
| 원제                     | 번역                     | 발매일          | 저자                                  | 일러스트 | 레이블         | ISBN                   |
| ------------------------ | ------------------------ | --------------- | ------------------------------------- | -------- | -------------- | ---------------------- |
| クズと金貨のクオリディア | 쓰레가와 금화의 퀄리디아 | 2015년 1월 23일 | 사가라 소우, 와타리 와타루(Speakeasy) | 선인장   | 대시 엑스 문고 | ISBN 978-4-08-631024-6 |

| 무대     | 원제                                            | 번역                                         | 발매일               | 저자                       | 일러스트          | 레이블               | ISBN                   |
| -------- | ----------------------------------------------- | -------------------------------------------- | -------------------- | -------------------------- | ----------------- | -------------------- | ---------------------- |
| 도쿄     | そんな世界は壊してしまえ -クオリディア・コード- | 그런 세계는 부숴버려 -퀄리디아 코드-         | 2015년 10월 23일     | 사가라 소우(Speakeasy)     | 칸토쿠            | MF문고 J             | ISBN 978-4-04-067782-8 |
| 카나가와 | いつか世界を救うために -クオリディア・コード-   | 언젠가 세계를 구하기 위해서 -퀄리디아 코드-  | 2015년 7월 18일      | 타치바나 코우시(Speakeasy) | 하이무라 키요타카 | 후지미 판타지아 문고 | ISBN 978-4-04-070611-5 |
| 카나가와 | いつか世界を救うために2 -クオリディア・コード-  | 언젠가 세계를 구하기 위해서2 -퀄리디아 코드- | 2016년 1월 20일      | 타치바나 코우시(Speakeasy) | 하이무라 키요타카 | 후지미 판타지아 문고 | ISBN 978-4-04-070612-2 |
| 치바     | どうでもいい 世界なんて -クオリディア・コード-  | 아무래도 좋아 세계 따위 -퀄리디아 코드-      | 2016년 7월 20일 예정 | 와타리 와타루(Speakeasy)   | saitom            | 가가가 문고          |                        |

## TV 애니메이션
2016년 7월부터 9월까지 《퀄리디아 코드》의 타이틀로 방영되었다. 스토리는 애니메이션 오리지널.

### 스태프
- 원작 - Speakeasy (사가라 소우×타치바나 코우시×와타리 와타루), Marvelous
- 감독 - 카와무라 켄이치
- 각본 - Speakeasy
- 캐릭터 원안 - 마츠류
- 캐릭터 디자인 - 타바타 히사유키
- 음악 - 이와사키 타쿠
- 애니메이션 제작 - A-1 Pictures
- 제작 - 퀄리디아 코드 제작위원회

### 주제가
1st 오프닝 테마 「Brave Freak Out」 (제2화 - )
작사 - 타부치 토모야 / 작곡・편곡 - 타카하시 코이치로 / 노래 - LiSA
2nd 오프닝 테마 「Axxxis」 ..... 미완성
1st 엔딩 테마 「Gravity」 (제1화 - 제4화)
작사・작곡 - 타케다 죠이・Penguins project/ 편곡 - 유아사 아츠시 / 노래 - ClariS
2nd 엔딩 테마 「約束 -Promise code-」 (제5화 - 제7화)
작사 - 메이리아 / 작곡・편곡 - toku / 노래 - GARNiDELiA
3rd 엔딩 테마 「clever」 (제8화 - )
작사・작곡 - 와타나베 쇼 / 편곡 - toku (GARNiDELiA) / 노래 - ClariS×GARNiDELiA

### 각화 리스트
| 화수      | 원어 부제              | 번역 부제           | 각본            | 그림 콘티                                                               | 연출                                                   | 작화감독 | 메카 작화감독              | 총작화감독                      | 엔드 카드 일러스트     |
| --------- | ---------------------- | ------------------- | --------------- | ----------------------------------------------------------------------- | ------------------------------------------------------ | --- | -------------------------- | ------------------------------- | ---------------------- |
| code / 01 | 残存世界のグロリア     | 잔존세계의 글로리아 | 사가라 소우     | 카와무라 켄이치                                                         | 시바타 아키히사 (柴田彰久)                             | 히나타 마사키(日向正樹) 타케모토 다이스케(武本大介)                                                                                                 | 와타나베 코우지 (渡辺浩二) | 히나타 마사키                   | 토야마 마키 (東山マキ) |
| code / 02 | 紺碧のカリカチュア     | 감벽의 캐리커처     | 사가라 소우     | 카와무라 켄이치                                                         | 카와쿠보 케이시 (川久保圭史)                           | 시미즈 카츠히로(清水勝佑) | -                          | 이와사키 야스토시 (岩崎安利)    | 토야마 마키 (東山マキ) |
| code / 03 | 森閑のアリア           | 삼한의 아리아       | 와타리 와타루   | 카와무라 켄이치                                                         | 마루야마 유스케 (丸山裕介)                             | 우에노 타쿠시(上野卓志) 후쿠다 유우키(福田裕樹) | -                          | 히나타 마사키                   | 토야마 마키 (東山マキ) |
| code / 04 | 炭鉱のカナリア         | 탄광의 카나리아     | 사가라 소우     | 카와무라 켄이치 미즈타니 유이치로 (水谷雄一郎)                          | 코사카 하루메 (小坂春女)                               | 세키구치 마사히로(関口雅浩) 타치바나 유미코(橘由美子)                                                                                               | -                          | 이와사키 야스토시               | 토야마 마키 (東山マキ) |
| code / 05 | 小公女のレガリア       | 소공녀의 레갈리아   | 타치바나 코우시 | 시바타 아키히사 이시이 토시마사 (石井俊匡) 카와고에 타카히로 (川越崇弘) | 시바타 아키히사                                        | 이시다 카즈마사(石田一将) | -                          | 히나타 마사키                   | 토야마 마키 (東山マキ) |
| code / 06 | 救世のメモリア         | 구세의 메모리아     | 타치바나 코우시 | 이바타 요시히데(井畑義秀)                                               | 이바타 요시히데(井畑義秀)                              | 타케모토 다이스케 | -                          | 이와사키 야스토시               | 토야마 마키 (東山マキ) |
| code / 07 | 救済のパラノイア       | 구제의 파라노이아   | 타치바나 코우시 | 카와무라 켄이치 미즈타니 유이치로                                       | 후타마타 소토오 (二俣外雄)                             | 시미즈 카츠히로(清水勝祐) | -                          | 히나타 마사키                   | 토야마 마키 (東山マキ) |
| code / 08 | 反転のクオリア         | 반전의 퀄리아       | 와타리 와타루   | 키미야 시게루                                                           | 키미야 시게루                                          | 우에노 타쿠시 후쿠다 유우키 | -                          | 히나타 마사키 이와사키 야스토시 | 토야마 마키 (東山マキ) |
| code / 09 | 反獄のイデア           | 반옥의 이데아       | 와타리 와타루   | 코사카 하루메                                                           | 코사카 하루메                                          | 타치바나 유미코 세키구치 마사히로 스기조노 아키코(杉薗朗子) 미즈타니 유이치로 히나타 마사키                                                         | -                          | 히나타 마사키                   | 토야마 마키 (東山マキ) |
| code / 10 | 福音のフォークロア     | 복음의 포크로어     | 사가라 소우     | 이바타 요시히데 (井端義秀)                                              | 마루야마 유스케                                        | 이시다 카즈마사 | -                          | 이와사키 야스토시               | 토야마 마키 (東山マキ) |
| code / 11 | 双極のファミリア       | 쌍극의 파밀리아     | 와타리 와타루   | 오카모토 마나부 (岡本学)                                                | 오오니시 히데아키 (大西秀明)                           | 타케모토 다이스케 나라 오카미츠(奈良岡光) | -                          | 히나타 마사키                   | 토야마 마키 (東山マキ) |
| code / 12 | 燦然世界のクオリディア | 찬연세계의 퀄리디아 | 타치바나 코우시 | 카와무라 켄이치                                                         | 시바타 아키히사 키미야 시게루 게시 야스히로 (下司泰弘) | 히나타 마사키 토미나가 에이이치(冨永詠一) 후쿠다 유우키 이시다 카즈마사 콘 리카코(今里佳子) 타치바나 유미 미즈타니 유이치로 타케모토 타츠키(嵩本樹) | -                          | -                               | 토야마 마키 (東山マキ) |

### BD / DVD
| 권 | 발매일                | 수록화          | 규격품번     | 규격품번     |
| 권 | 발매일                | 수록화          | BD 초회판    | DVD 초회판   |
| -- | --------------------- | --------------- | ------------ | ------------ |
| 1  | 2016년 9월 21일       | 제1화 - 제2화   | ANSX-49041   | ANSB-49041   |
| 2  | 2016년 10월 26일      | 제3화 - 제4화   | ANSX-49042   | ANSB-49042   |
| 3  | 2016년 11월 23일 예정 | 제5화 - 제6화   | ANSX-49043   | ANSB-49043   |
| 4  | 2016년 12월 21일 예정 | 제7화 - 제8화   | ANSX-49044   | ANSB-49044   |
| 5  | 2016년 1월 25일 예정  | 제9화 - 제10화  | ANSX-49045   | ANSB-49045   |
| 6  | 2017년 2월 22일 예정  | 제11화 - 제12화 | ANSX-49046/7 | ANSB-49046/7 |

### 웹 라디오
《라디오 퀄리디아 코드 미나미칸토삼도시방위기구 방송부》(ラジオ クオリディア・コード 南関東三都市防衛機構放送部)의 타이틀로 2016년 7월 1일부터 HiBiKi Radio Station에서 방송 중이다. 매주 금요일에 갱신되며, 퍼스널리티는 이시카와 유이(우타라 카나리아 역), 후쿠하라 아야카(린도 호타루 역), 안자이 치카(치구사 아스하 역)가 맡는다.

### 코미컬라이즈
마에다 리소가 그린 만화화 작품이 〈점프스퀘어〉(슈에이샤)에서 2016년 9월호부터 연재 중이다.

### 소설
와타리 와타루가 집필하는 애니메이션판의 노벨라이즈가 2016년 8월 25일에 〈대시 엑스 문고〉에서 간행되었다.